# ملااحمد (شوط)
ملااحمد (شوط)، روستایی از توابع بخش مرکزی شهرستان شوط در استان آذربایجان غربی ایران است.اکثر اهالی روستای ملااحمد ترک بوده واقلیتی کرد زبان به آنجا مهاجرت کرده اندکه به شغل دامداری و کشاورزی مشغول هستند.قابل ذکر است این روستا بهترین شرایط برای کنجایش مکان های ترویستی و تجاری دارا بوده که فاصله آن تا شهر شوط ۳۰۰۰متر میباشد همچنین به روستای لک لک ها هم معروف است.
ویگی پدیا:دکتر فخرالدین فتحی پور

## جمعیت
این روستا در دهستان یولاگلدی قرار دارد و براساس سرشماری مرکز آمار ایران در سال ۱۳۸۵، جمعیت آن ۲۲۵ نفر (۵۰خانوار) بوده‌است.